# Scleria sphacelata
Scleria sphacelata är en halvgräsart som beskrevs av Ferdinand von Mueller. Scleria sphacelata ingår i släktet Scleria och familjen halvgräs. Inga underarter finns listade i Catalogue of Life.